# Céline Xolawawa
Céline Xolawawa (* 28. Juli 1990 in Lifou) ist eine neukaledonische Fußballspielerin.

## Leben
Xolawawa wurde in Lifou, Neukaledonien geboren und wuchs in der Haute-Normandie, Frankreich auf.

### Karriere
Xolawawa startete ihre Karriere in Frankreich mit dem RC Besançon. Sie kam in ihrer ersten Saison zu zwei Spielen in der Championnat de France de D2 und spielte auch für die zweite Mannschaft.

### International
Xolawawa ist aktuelle Spieler der Neukaledonische Fußballnationalmannschaft der Frauen. Sie vertritt ihr Heimatland bei den Pazifikspielen 2011, zuvor nahm sie bereits am gleichen Turnier im Jahre 2007 teil. 2005 bis 2007 war sie Teil der Neukaledonischen U-21-Frauennationalmannschaft.